# ダグラス (マン島)

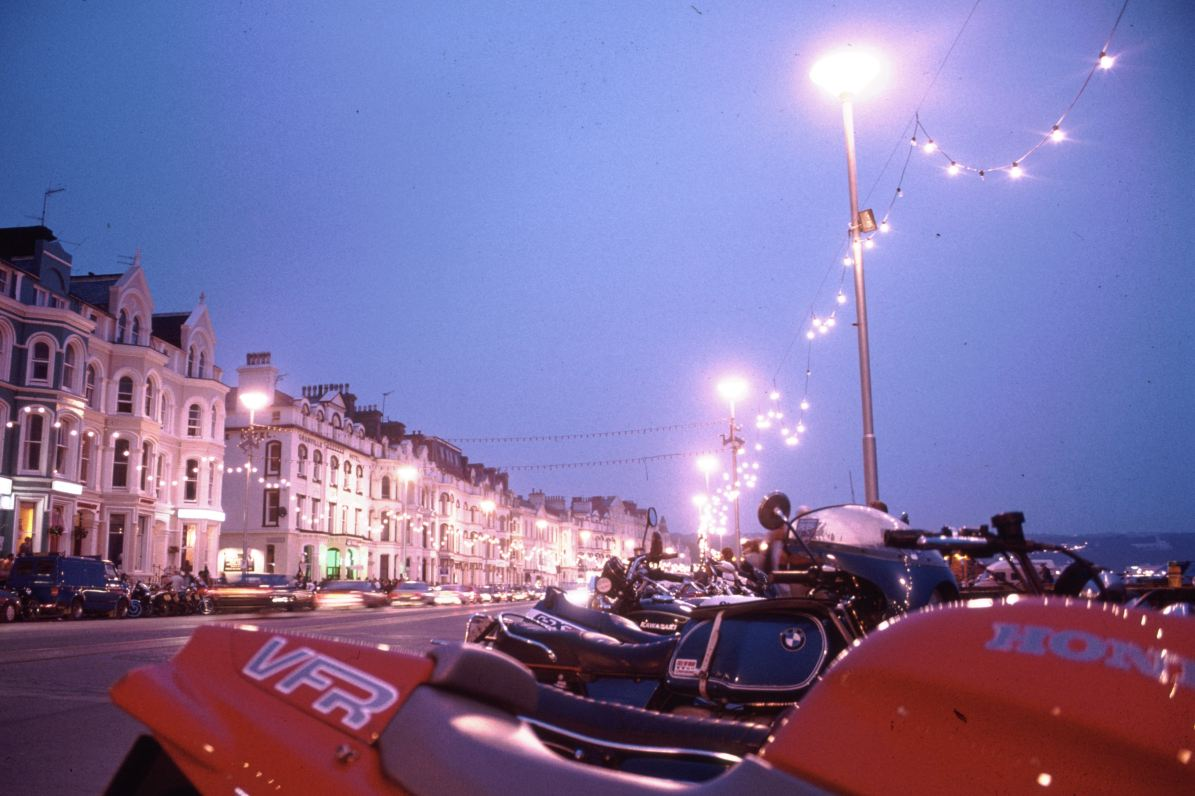
ツーリスト・トロフィー開催中のダグラス市

ダグラス（英語：Douglas、マン島語：Doolish）は、マン島の主都である。人口は25,347人（2001年現在）であり、マン島の人口の約3分の1を占めている。

## 地理
ダグラスはマン島東岸の「Dhoo」と「Glass」という2本の川の合流する辺りに位置しており、地名はこの2つを合わせたものである。内陸に向かってなだらかな傾斜がある谷間であり、北西と南東には丘がある。
ダグラスは北のオンチャン（Onchan）や西のユニオンミルズや他の近隣の町村を含めて大都市圏を形成している。

## 歴史
ダグラスは最初、自然の入江を利用した港湾都市として誕生した。1670年から1765年ごろにかけて、この港は「走る貿易（密輸）」の拠点として成長することになる。後にこの市は生活費などが安いことからイギリスの債務者などが流れ込み繁栄することになる。1870年ごろから行楽地への転進を図り、現在は「Offshore Financial Services Industry」の拠点となっている。
1863年に島の南部にあるカッスルタウンに代わってマン島の主都となった。
ティンワルドと呼ばれるマン島の議会はダグラスで行われる。ただし、「ティンワルドの日」と呼ばれる日だけは例外で、このときは島の中西部の小さな村、セントジョンズにあるティンワルドの丘で行われる。